# 逢瀬町多田野
逢瀬町多田野（おうせまち ただの）は、福島県郡山市の大字である。郵便番号は963-0213。

## 地理
郡山市西部の行政区である逢瀬町に属する。北で熱海町安子島、北東で逢瀬町河内、東で大槻町、南で三穂田町大谷、三穂田町山口、三穂田町富岡、南西で湖南町舟津、西で湖南町舘、北西で湖南町浜路とそれぞれ隣接する。概ね逢瀬村発足以前の安積郡多田野村の流れを汲む地域である。一級水系阿武隈川水系笹原川支流多田野川上流域や南川上流域、逢瀬川上流域を主な範囲とする。西側はほとんどを山林が占め、東側の平地には水田が広がり、福島県道6号郡山湖南線沿い、福島県道29号長沼喜久田線交点付近に市街地が形成されている。逢瀬町多田野に所在する郡山北警察署逢瀬駐在所、および大槻町に所在する郡山消防署大槻基幹分署がそれぞれ管轄にあたる。

### 主な字
字
- 本郷
- 北田
- 元日
- 坂ノ下
- 北山岸
- 萱林
- 段ノ腰
- 桐ノ木下
- 戸ノ内
- 又右エ門東
- 久保田
- 十文字
- 道下
- 道上
- 木置場
- 釜場
- 柳河原
- 川前
- 下白石
- 宮久保

- 白石
- 南田
- 上釜前
- 北大界
- 南大界
- 宮南
- 寺向
- 寒風坦
- 下町屋
- 上町屋
- 下台
- 西赤穂木
- 腰牧
- 十石俵
- 細山
- 別所
- 大壇
- 北向
- 瘤内
- 佐縁

- 堀口
- サブ沢
- 大久保
- 塚野
- 川向
- 草倉沢
- 大将旗
- 休石
- 北沢
- 源田
- 山田
- 赤坂
- 広町原
- 平山
- 一ノ渡戸
- 赤坂原
- 久保原
- 念仏坦
- 南原
- 浄土松道

- 清水池
- 河田堀
- 大界
- 砂原林
- 石橋山
- 堺山
- 長倉山
- 西長倉山
- 馬捨場
- 上台林
- 赤穂木林
- 北原山
- 古山神
- 向原
- 中ノ原
- 小林山
- 道還
- 下古川林
- 上古川林
- 弘法橋

- 棒芳
- 高萱
- 鹿ノ原
- 新池下
- 山田山
- 岩色
- 鍜治小屋
- 山田原
- 上山田原
- 南山田原
- 黒岩原
- 烏ケ森
- 狼ノ石
- 南刎土原
- 西刎土原
- 北刎土原

### 山岳
- 額取山
- 高旗山

### 河川・湖沼
一級水系阿武隈川水系
- 逢瀬川
  - 大槻川
    - 横山川

  - 大久保川
  - 念珠川
  - 二ノ沢川
  - 大滝川
- 南川
  - 宮南川
    - 下北沢ダム

  - 細山川
- 大橋川（笹原川支流）
- 多田野川（笹原川支流）
  - 長地松川
  - 地獄沢川
  - 源田川
  - 橋ノ入川
  - 湯沢川
- 安積疏水

## 歴史
- 1879年1月27日 - 旧二本松藩領多田野村が福島県内における郡区町村制の施行により安積郡の村となる。
- 1889年4月1日 - 町村制の施行により多田野村が単独村政施行し安積郡多田野村が発足する。
- 1955年4月23日 - 河内村との合併により逢瀬村が発足し、旧多田野村域は逢瀬村の大字となる。
- 1965年5月1日 - 逢瀬村が郡山市、安積郡全町村および田村郡田村町と合併し新たな郡山市が設立され、郡山市の大字となる。

## 世帯数と人口
2024年1月1日現在の世帯数と人口は以下の通りである。
| 大字         | 世帯数    | 人口    |
| ------------ | --------- | ------- |
| 逢瀬町多田野 | 1,116世帯 | 2,739人 |

## 小・中学校の学区
市立小・中学校に通う場合、学区は以下の通りとなる。
| 番地 | 小学校1～4年                 | 小学校5・6年         | 中学校               |
| --- | ---------------------------- | -------------------- | -------------------- |
| 下記を除く全域 | 郡山市立多田野小学校         | 郡山市立多田野小学校 | 郡山市立喜久田中学校 |
| 瘤内、佐縁、前畑、堀口、黒岩、大久保、 塚野、草倉沢、大将旗、古山神、道環、 下古川林、上古川林、黒岩原、 南刎土原、西刎土原、北刎土原 | 郡山市立多田野小学校堀口分校 | 郡山市立多田野小学校 | 郡山市立喜久田中学校 |

## 交通

### 道路
- 福島県道6号郡山湖南線
  - 三森峠・三森バイパス
- 福島県道29号長沼喜久田線
- 一級市道9号多田野1号線
  - 御霊櫃峠

## 施設等
- 郡山北警察署 逢瀬駐在所
- 郡山市立逢瀬中学校
- 郡山市立多田野小学校
- 郡山市逢瀬行政センター
- 郡山市役所農林部 園芸振興センター
- 郡山市水道局堀口浄水場
- 安積疏水土地改良区 多田野水門事務所
- ファミリーマート 舟橋逢瀬多田野店
- ふくしま逢瀬ワイナリー
- 休石温泉
- 源田温泉
- 福島県郡山自然の家
- 浄土松公園
  - きのこ岩
- 高篠山森林公園
- 清水池公園（多田野水道水源跡）
- 逢瀬スポーツ広場
- 多田野運動広場
- 大久保館跡